# Thông bối quyền
Thông bối quyền (chữ Hán: 通背拳, bính âm: Tongbeiquan, dịch nghĩa tiếng Anh Back-through Boxing hay Arm-through Chuan) là một bộ môn quyền thuật của võ thuật Trung Hoa. Bài viết đề cập các lưu phái này với các tên gọi khác nhau.